# Justizverwaltungsakt
Justizverwaltungsakte sind im deutschen Recht bestimmte Anordnungen, Verfügungen oder sonstige Maßnahmen einer Justizbehörde zur Regelung einzelner Angelegenheiten auf den Gebieten des bürgerlichen Rechts einschließlich des Handelsrechts, des Zivilprozesses, der freiwilligen Gerichtsbarkeit und der Strafrechtspflege. Vereinfacht gesagt handelt es sich um Verwaltungsakte der Justizbehörden, die jedoch abweichend von § 35 VwVfG nicht auf dem Gebiet des öffentlichen Rechts ergehen. Das Verwaltungsverfahrensgesetz ist nicht anwendbar (§ 2 Abs. 3 Nr. 1 VwVfG), ebenso wenig sind im Streitfall die Verwaltungsgerichte zuständig. Vielmehr besteht eine abdrängende Sonderzuweisung zu den ordentlichen Gerichten (§ 23 EGGVG).

## Geschichtliche Entwicklung
§ 11 der 1. Durchführungsverordnung zum Ehegesetz vom 27. Juli 1938 (1. DVO-EheG) bezeichnete die Befreiung vom Erfordernis der Ehemündigkeit, vom Eheverbot wegen Schwägerschaft, vom Eheverbot wegen Ehebruchs und von der Beibringung des Ehefähigkeitszeugnisses für Ausländer als Justizverwaltungsentscheidungen. Gegen ablehnende Entscheidungen gab es die Möglichkeit der Beschwerde zum Oberlandesgericht. Die Entscheidung über die Beschwerde war dem Reichsjustizminister vorbehalten (§ 11 Abs. 2 Satz 2 der 1. DVO-EheG).
Während der nationalsozialistischen Herrschaft wurde die Verwaltungsgerichtsbarkeit schrittweise abgebaut. Der Alliierte Kontrollrat ordnete mit seinem Gesetz Nr. 36 vom 31. Oktober 1946 die Wiedererrichtung von Verwaltungsgerichten an. Die Verordnung Nr. 165 über die Verwaltungsgerichtsbarkeit
in der britischen Zone vom 15. September 1948 ordnete den Zugang zu den Verwaltungsgerichten neu. Sie nahm jedoch in § 25 Abs. 1 Satz 2 „Verwaltungsakte auf dem Gebiet des Zivilprozesses, des Strafprozesses einschließlich des Strafvollzugs, der freiwilligen Gerichtsbarkeit und des Entnazifizierungsverfahrens“ von der Anfechtbarkeit vor den Verwaltungsgerichten aus.
Mit Inkrafttreten der Verwaltungsgerichtsordnung (VwGO) am 1. April 1960 wurde die Militärverordnung Nr. 165 aufgehoben und das Einführungsgesetz zum Gerichtsverfassungsgesetz (EGGVG) um die Bestimmungen zur Anfechtung von Justizverwaltungsakten ergänzt (§ 23 bis § 30 EGGVG).
Nach § 23 Abs. 1 EGGVG entscheiden auf Antrag die ordentlichen Gerichte über die Rechtmäßigkeit der Anordnungen, Verfügungen oder sonstigen Maßnahmen, die von den Justizbehörden zur Regelung einzelner Angelegenheiten auf den Gebieten des bürgerlichen Rechts, des Handelsrechts, des Zivilprozesses, der freiwilligen Gerichtsbarkeit und der Strafrechtspflege getroffen werden.
Sinn und Zweck dieser für bestimmte Sachgebiete geltenden Generalklausel ist es, die Nachprüfung der spezifisch justizmäßigen Verwaltungsakte aus der Zuständigkeit der allgemeinen Verwaltungsgerichte herauszunehmen und zu bewirken, dass über die Rechtmäßigkeit dieser Maßnahmen die Gerichte der sachnäheren Gerichtsbarkeit entscheiden, die über die für die Nachprüfung erforderlichen zivil- und strafrechtlichen Kenntnisse und Erfahrungen verfügen.
Eine Anordnung, Verfügung oder sonstige Maßnahme einer Justizbehörde im Sinne von § 23 Abs. 1 Satz 1 EGGVG liegt nur vor, wenn die jeweils in Rede stehende Amtshandlung in Wahrnehmung einer Aufgabe vorgenommen wird, die der jeweiligen Behörde als ihre spezifische Aufgabe auf einem in der genannten Vorschrift aufgeführten Rechtsgebiet zugewiesen ist. Maßnahmen, die über die in § 23 EGGVG aufgeführten Gebiete hinausreichen, fallen nicht unter §§ 23 ff. EGGVG; vielmehr verbleibt es insoweit bei § 40 VwGO.
Der Sache nach handelt es sich bei den Vorschriften über die Justizverwaltungsakte um eine Ausnahmevorschrift zu § 40 Abs. 1 VwGO, der für öffentlich-rechtliche Streitigkeiten nichtverfassungsrechtlicher Art grundsätzlich den Rechtsweg zu den Verwaltungsgerichten eröffnet. Öffentlich-rechtliche Streitigkeiten sind auch solche um die Rechtmäßigkeit des Handelns von Justizbehörden, solange diese in Angelegenheiten der Verwaltung und nicht der Rechtsprechung tätig werden. Eigentlich müsste daher die Überprüfung eines Justizverwaltungsakts durch das örtlich zuständige Verwaltungsgericht erfolgen. Wenn die Anordnung, Verfügung oder Maßnahme von einer zum Bereich der ordentlichen Gerichtsbarkeit gehörenden Justizbehörde vorgenommen wurde, sollen wegen der größeren Sachnähe aber die Gerichte der ordentlichen Gerichtsbarkeit entscheiden.
Gegebenenfalls verweist das unzuständige Verwaltungsgericht den Rechtsstreit an den Zivil- oder Strafsenat des zuständigen Oberlandesgerichts (§ 17a Abs. 2 GVG, § 25 EGGVG).

## Justiz- und Vollzugsbehörde
Justizverwaltungsakte sind Maßnahmen der Justizbehörden. Dies sind zunächst die Gerichte, soweit sie nicht rechtsprechend tätig werden, sondern eigene behördliche Aufgaben erfüllen. Ein Beispiel ist der Kostenansatz oder die Gewährung von Akteneinsicht gegenüber nicht am Verfahren beteiligten Dritten durch den Vorstand des Gerichts gem. § 299 Abs. 2 ZPO. Zu den Justizbehörden gehören außerdem die Justizvollzugsanstalten. Die Polizei wird dann, wenn sie repressiv zur
Aufklärung und Verfolgung von Straftaten tätig wird, als funktioneller Teil der Justizbehörden auf dem Gebiet der Strafrechtspflege tätig. Bei doppelfunktionalen Maßnahmen kommt es darauf an, wo der Schwerpunkt der polizeilichen Tätigkeit liegt.

## Maßnahmenkatalog
Zunächst war die Rechtsprechung der Auffassung, dass ein Justizverwaltungsakt nur dann vorliegt, wenn es sich um einen Verwaltungsakt im Sinne der § 35 VwVfG, § 42 VwGO handelt.
Richtig und unstreitig ist hieran, dass dann, wenn eine Justizbehörde einen Verwaltungsakt erlässt, zwingend ein Justizverwaltungsakt vorliegt. Die überwiegende Meinung der gegenwärtigen Judikatur folgert jedoch daraus, dass das Gesetz in § 23 Abs. 1 EGGVG auch von „sonstigen Maßnahmen“ spricht, sowie aus dem Sinn einer sachnahen Überprüfung durch die ordentliche Gerichtsbarkeit, dass auch hoheitliches Handeln, welches nicht die Qualität eines Verwaltungsakts aufweist, Gegenstand eines Antrags nach §§ 23 ff. EGGVG sein kann, wenn dem Antragsteller ein entsprechendes Rechtsschutzbedürfnis zukommt. § 23 EGGVG gilt danach auch für Realakte.
Eine Grenze ist allerdings dort zu ziehen, wo die in Rede stehende Maßnahme keine Außenwirkung entfaltet, etwa bei internen Verwaltungsanweisungen.

## Verfahrensarten

### Anfechtungsantrag
§ 23 Abs. 1 EGGVG spricht zunächst von der Entscheidung über die Rechtmäßigkeit der Justizverwaltungsakte. Dies meint den Anfechtungsantrag, mit dem die Aufhebung eines aus Sicht des Antragstellers rechtswidrigen Justizverwaltungsakts begehrt wird.

### Verpflichtungsantrag
Der Systematik des Verwaltungsprozessrechts folgend stellt das Gesetz diesem Anfechtungsantrag in § 23 Abs. 2 EGGVG den Verpflichtungsantrag zur Seite.
§ 23 Abs. 2 EGGVG lautet wörtlich: Mit dem Antrag auf gerichtliche Entscheidung kann auch die Verpflichtung der Justiz- oder Vollzugsbehörde zum Erlass eines abgelehnten oder unterlassenen Verwaltungsaktes begehrt werden.
Der Verpflichtungsantrag nach § 23 Abs. 2 EGGVG weist keine Besonderheiten im Vergleich zu der Verpflichtungsklage des Verwaltungsprozesses auf. Wie bei jener ist aber danach zu differenzieren, ob die Justizbehörde bei der Entscheidung über den begehrten Verwaltungsakt ein Ermessen hatte. Das Gericht darf hier so wenig wie im verwaltungsgerichtlichen Verfahren sein eigenes Ermessen an die Stelle des Verwaltungsermessens setzen. Die gerichtliche Entscheidung kann also nur dann unmittelbar die Vornahme der begehrten Handlung anordnen, wenn es sich bei der Ausgangsentscheidung um eine gebundene Entscheidung handelte, oder wenn ausnahmsweise eine sogenannte „Ermessensreduzierung auf Null“ vorlag; in anderen Fällen wird der Justizbehörde lediglich auferlegt, den Antrag des Antragstellers unter Beachtung der Rechtsauffassung des Gerichts neu zu bescheiden.

### Feststellungsantrag
Ein eigenes Feststellungsverfahren ist in den §§ 23 bis 30 EGGVG nicht vorgesehen. Allerdings enthält § 28 Abs. 1 S. 4 EGGVG die Möglichkeit eines Fortsetzungsfeststellungsantrags. Die entsprechende Vorschrift lautet: Hat sich die Maßnahme vorher durch Zurücknahme oder anders erledigt, so spricht das Gericht auf Antrag aus, dass die Maßnahme rechtswidrig gewesen ist, wenn der Antragsteller ein berechtigtes Interesse an dieser Feststellung hat.
Das in § 28 Abs. 1 S. 4 genannte Feststellungsinteresse ist weit zu fassen. Es wird insbesondere dann gegeben sein, wenn der Antragsteller befürchten muss, die Justizbehörde werde die rechtswidrige Maßnahme erneut vornehmen (Wiederholungsgefahr), oder wenn ihm durch die Feststellung die Geltendmachung von Regressansprüchen wegen eines ihm aus der rechtswidrigen Maßnahme erwachsenen Schadens erleichtert wird.

### Untätigkeitsantrag
Wiederum parallel zu den Vorschriften der Verwaltungsgerichtsordnung sieht § 27 EGGVG einen Untätigkeitsantrag für den Fall vor, dass die durch den Bürger angerufene Justiz- oder Vollzugsbehörde über einen Antrag ohne Vorliegen eines sachlichen Grundes nicht innerhalb von drei Monaten entschieden hat. In besonderen Fällen soll der Antrag auch vor Ablauf dieser Frist möglich sein (§ 27 Abs. 1 S. 2 EGGVG).
Der Untätigkeitsantrag kann jedoch nur bis zum Ablauf eines Jahres seit der Einlegung der Beschwerde oder seit Stellen des Antrags auf Vornahme der Maßnahme gestellt werden (§ 27 Abs. 3 EGGVG).

### Vorläufiger Rechtsschutz
Die §§ 23 ff. EGGVG enthalten keine Regelungen zum vorläufigen Rechtsschutz, weder in Form der Aussetzung der Vollziehung eines Justizverwaltungsaktes (vgl. § 80 VwGO), noch in Form der einstweiligen Anordnung (vgl. § 123 VwGO).
Weitgehend wurde daher die Auffassung vertreten, dass für eine vorläufige Regelung in diesem Zusammenhang kein Raum sei. Dem ist insoweit zuzustimmen, als sich eine unmittelbare Anwendung der Normen der Verwaltungsgerichtsordnung in einem besonders geregelten Verfahren nach dem EGGVG, das die Anwendbarkeit der verwaltungsgerichtlichen Regelungen gerade ausschließen wollte, erkennbar verbietet. Denkbar scheint ein Ausweg über eine analoge Anwendung dieser Vorschriften. Wie jede analoge Rechtsanwendung setzte dies aber eine planwidrige Gesetzeslücke voraus, also eine Konstellation, in welcher der Gesetzgeber einen Fall nicht geregelt hat, den er erkennbar geregelt haben würde, wenn er die Regelungsbedürftigkeit erkannt hätte. Die Annahme einer solchen Gesetzeslücke ist im Kontext der §§ 23 ff. EGGVG problematisch, hat der Gesetzgeber doch diese Vorschriften durch eine Änderung der Verwaltungsgerichtsordnung eingeführt und sie weitgehend parallel zu den verwaltungsgerichtlichen Vorschriften ausgestaltet, was eher gegen die Planwidrigkeit der Nichtübernahme der Regelungen der § 80, § 123 VwGO spricht.
Vorläufiger Rechtsschutz ist jedoch in entsprechender Anwendung von § 307 Abs. 2 StPO grundsätzlich zulässig, wenn – wie z. B. bei Anfechtungssachen – der aus Art. 19 Abs. 4 GG folgende Rechtsschutzanspruch auf Aussetzung des Vollzugs eines angefochtenen Verwaltungsaktes nicht anderweitig realisiert werden kann.

## Subsidiarität
Das Verfahren nach den §§ 23 bis 30 EGGVG ist subsidiär: Nach § 23 Abs. 3 EGGVG soll es dort nicht gelten, wo die ordentlichen Gerichte bereits aufgrund anderer Vorschriften angerufen werden können. Ein Beispiel ist der Antrag auf gerichtliche Entscheidung gem. § 98 Abs. 2 Satz 2 StPO.
Diese Subsidiaritätsklausel entspricht dem Charakter der gesetzlichen Regelung als einer Zuständigkeitsbestimmung: Die Vorschriften regeln ein besonderes der ordentlichen Gerichtsbarkeit zugewiesenes Verfahren, das andernfalls nach § 40 Abs. 2 VwGO durch die Verwaltungsgerichte zu entscheiden wäre. Folgerichtig bedarf es einer solchen Regelung dort nicht, wo ohnehin die ordentlichen Gerichte zur Entscheidung berufen sind.

## Zulässigkeit
Die Zulässigkeit des Antrags auf gerichtliche Entscheidung ist in § 24 EGGVG geregelt. Generell ist der Antrag (nur) zulässig, wenn der Antragsteller sich darauf berufen kann, durch die angefochtene Maßnahme oder das Unterlassen der begehrten Maßnahme in seinen Rechten verletzt zu sein. Darüber hinaus sieht § 24 Abs. 2 EGGVG vor, dass der Antrag erst nach einem vorangegangenen Beschwerdeverfahren gestellt werden kann, wenn das Gesetz ein solches Beschwerdeverfahren für die konkrete Maßnahme vorsieht.

## Antragsfrist
In Entsprechung zum Verwaltungsverfahren beträgt die Antragsfrist nach § 26 Abs. 1 EGGVG einen Monat. Gleichfalls in § 26 EGGVG geregelt ist die Möglichkeit der Gewährung einer Wiedereinsetzung in den vorigen Stand für den Fall der schuldlosen Versäumung der Frist.

## Zuständigkeit der Oberlandesgerichte
§ 25 Abs. 1 EGGVG normiert die Zuständigkeit eines Zivil- oder Strafsenats des Oberlandesgerichts, in dem die betroffene Justiz- oder Vollzugsbehörde ihren Sitz hat.
Nach § 25 Abs. 2 EGGVG kann der Landesgesetzgeber bestimmen, dass von mehreren Oberlandesgerichten ausschließlich ein bestimmtes für die Entscheidung über Anträge nach §§ 23 ff. EGGVG zuständig ist. Gebrauch gemacht hat von dieser Ermächtigung Nordrhein-Westfalen, das die Zuständigkeit für die Entscheidung über Justizverwaltungsakte auf dem Gebiet der Strafrechtspflege beim Oberlandesgericht Hamm konzentriert hat.
Nachdem mit Inkrafttreten des FamFG der frühere § 29 Abs. 2 EGGVG a.F. gestrichen und durch eine Regelung über die Rechtsbeschwerde ersetzt wurde, enthält das EGGVG keine allgemeine Bestimmung mehr, welche Verfahrensordnung auf das Verfahren des Oberlandesgerichts anzuwenden ist.

## Rechtszug
Gegen den Beschluss des Oberlandesgerichts ist nach § 29 Abs. 1 EGGVG nur dann die Rechtsbeschwerde zum Bundesgerichtshof statthaft, wenn sie das Oberlandesgericht im ersten Rechtszug in dem Beschluss zugelassen hat. Die Rechtsbeschwerde ist zuzulassen, wenn die Rechtssache grundsätzliche Bedeutung hat oder die Fortbildung des Rechts oder die Sicherung einer einheitlichen Rechtsprechung eine Entscheidung des Rechtsbeschwerdegerichts erfordert. Eine Nichtzulassungsbeschwerde, also ein Rechtsbehelf gegen das Unterlassen der Zulassung der Rechtsbeschwerde, ist nicht vorgesehen.